# Annefleur Kalvenhaar
Annefleur Kalvenhaar, née le 10 juin 1994 à Wierden et morte le 23 août 2014 à La Tronche, est une cycliste (VTT, cyclo-cross) néerlandaise.
Elle commence la compétition à l'âge de 13 ans et prend part à ses premières courses de Coupe du monde de VTT en 2012, montant sur le podium à Houffalize et à La Bresse. En 2013, elle devient championne d'Europe de cyclo-cross des moins de 23 ans, devant sa compatriote Sabrina Stultiens.
Elle meurt des suites d'un accident survenu à Méribel lors d'une course de cross-country eliminator (XCE). Au début du parcours de 800 m, sur une passerelle, elle tape la roue arrière au début de la passerelle, ce qui la fait basculer sur l’avant. Sa tête tape sur le sol goudronné. Victime d’un traumatisme facial et dans le coma au départ de l’hélicoptère qui l’emmenait vers Grenoble, elle succombe à ses blessures. Il s’agit du premier décès dans cette discipline.

## Palmarès en cyclo-cross
- 2010-2011
  - 2e du championnat des Pays-Bas de cyclo-cross juniors
- 2013-2014
  -  Championne d'Europe de cyclo-cross espoirs

## Palmarès en VTT
- 2012
  -  Championne des Pays-Bas de cross-country juniors
- 2013
  - 2e du championnat des Pays-Bas de cross-country